# 卓膺
卓膺（?—?），东汉末期武将，劉備的属下。
劉備入蜀時，杀白水军督杨怀，派黄忠、卓膺率兵为先锋攻打刘璋。刘备以诸将和士卒妻儿为质，引兵与黄忠、卓膺等进到涪城，占領涪城。刘璋派遣刘璝、冷苞、张任、邓贤等拒先主於涪城。
小説《三国演义》卓膺出場是劉璋的属下。他和張翼一起援救雒城。张任命令张翼与刘璝守城，自己与卓膺为前后二队，张任为前队，卓膺为后队，出城退敌。張任被劉備生擒，卓膺见张任中计，投降赵云，卓膺会面劉備，劉備赏了卓膺。後与史书相同，和黄忠平定益州各地。